# 唐岛之战
唐岛之战（南宋绍兴三十一年十月丙寅，即1161年11月16日），中国古代宋金战争中的著名战役，发生在今青岛市黄岛区附近黄海海面的唐岛（又名陈家岛）附近，金朝水师希望由海路进攻南宋首都浙江臨安府（今杭州市）并灭亡宋朝，但金水师全军覆没，而以宋的胜利而告终。

## 背景
金海陵王正隆五年（1160年），海陵王完顏亮准备伐宋。淮浙等地投降金的宋人倪詢、梁簡等教金造船舰，且為向導。完顏亮命令工部尚書蘇保衡造船舰於潞河（今天津市北运河，又称白河）。宋间諜探知，宋高宗封左武大夫、忠州防禦使、带御器械李寶為兩浙西路馬步軍副總管，以120戰船3000人的小规模水师駐扎平江（今江苏省蘇州市）准备抵抗。这3000人也都是閩、浙一带的弓弩手，不是正规军。
正隆六年（1161年），完顏亮伐宋，以蘇保衡為浙東道水軍都統制、完顏鄭家奴為浙東道副統制，由海路攻击南宋首都臨安。航行到松林島遇風，停泊在島間。十月，宋将魏勝占海州（今江苏省连云港市），金兵圍海州，军营绵延數十里。李寶带领水师登岸，以劍畫地，鼓舞士气说：「此非複吾境，力戰與否在汝等。」（〔若不戰〕此地不再是我國的土地了，力戰與否就看你们了）。李寶亲自握槊前行，遇敵奮擊，將士無不一當十。金兵出其不意，解围而去。魏勝出城迎接，“感泣”，修理船舰犒赏三军。李寶的水师士气高昂。

## 过程
十月丙寅（阳历11月16日）凌晨，有船工望見宋战船，請完顏鄭家奴防備。完顏鄭家奴問：「去此幾何？」（离这里多远）船工说：「以水路測之，且三百里。風迅，行即至矣。」（以水路估計尚有三百里的距離。〔可是若然〕风很大，马上便會到了）。完顏鄭家奴不懂海船原理，不相信。
李寶的水师先據諜報到达石臼島（今山东省日照市附近），但金船舰已出海口，泊在唐島，相距僅一山。这時北風大盛，有如鐘聲。李寶的水兵都很兴奮，引舟握刃待戰。金船舰的驾驶者都是宋在中原的遺民，遙望見李寶的船舰，反以种种借口把金兵骗入船中，使他们不知道宋水师已经到了。不久，宋、金船舰接近作战距离，宋水师鼓聲震天。金軍大驚，仓促接战，阵形混乱，船舰被風浪推动，聚在一隅，开也开不走。李寶命火箭（据《宋史》）、霹雳砲（据《金史》）環射金船舰，燃烧起了大火，延燒金舰數百艘。火没烧到的金舰上金兵还想抵抗，李寶命壯士跳上金舰，短兵擊刺，将金兵杀于舟中。被金兵拉壮丁的中原舊民，混乱中淹死了不少，其他的都登上島，脫甲投降，所以不殺。金被俘三千餘人，其中有帮助金造舰的倪詢。金主帅完顏鄭家奴見大势已去，赴水而死。其統軍符印與文書、器甲以及军粮数以萬計都被缴获。其余的宋军搬不走的，都被烧掉，大火一直烧了四昼夜。此次海战史称「唐岛之战」。
李寶还想继续进攻金地，但因为金陆军当时进展顺利，所以回师駐東海，遣輕舟向南宋朝廷報捷。

## 後續
宋高宗听到唐島之战的捷報，非常得意自己几个月前有先见之明用对了人。下詔獎諭，書「忠勇李寶」四字，让李寶作为旗号，除静海军节度使、沿海制置使，赐金器、玉带。
完顏亮听到唐島之战大败的消息时，正好是他刚在采石之战被虞允文大败以后，在瓜洲渡（今江苏省扬州市古运河下游与长江交汇处）會集水军，准备渡江攻宋。完颜亮气极之下，一度命令金军3天内全部渡江南侵，否则处死，这就促使其内部矛盾激化。结果完颜亮在12月15日（陰歷十一月乙未）为其部将浙西兵馬都統制完顏元宜所弑，金军南侵完全失败。
《宋史》评说：「向微唐島之捷，則（完顏）亮之死未可期，錢唐之危可憂也。（李）寶之功亦大矣。」